# أيض الحمض النووي
أيض الحمض النووي هو عملية يتم بوساطتها اصطناع وتحطيم الحموض النووية (الدي أن إيه والآر أن إيه). الحموض النووية هي مبلمرات من النيوكليوتيدات. اصطناع النيوكليوتيدات هو آلية بنائية تشمل بشكل عام التفاعل الكيميائي للفسفات وسكر البنتوز، وقاعدة نيتروجينية. تحطيم الحموض النووية يعتبر تفاعلا هدميا. كل من تفاعلات اصطناع وتحطيم الحموض النووية تحتاج إنزيمات لتسهيل هذه التفاعلات. حدوث عيب أو نقص في هذه الإنزيمات قد يؤدي إلى مجموعة متنوعة من الأمراض.

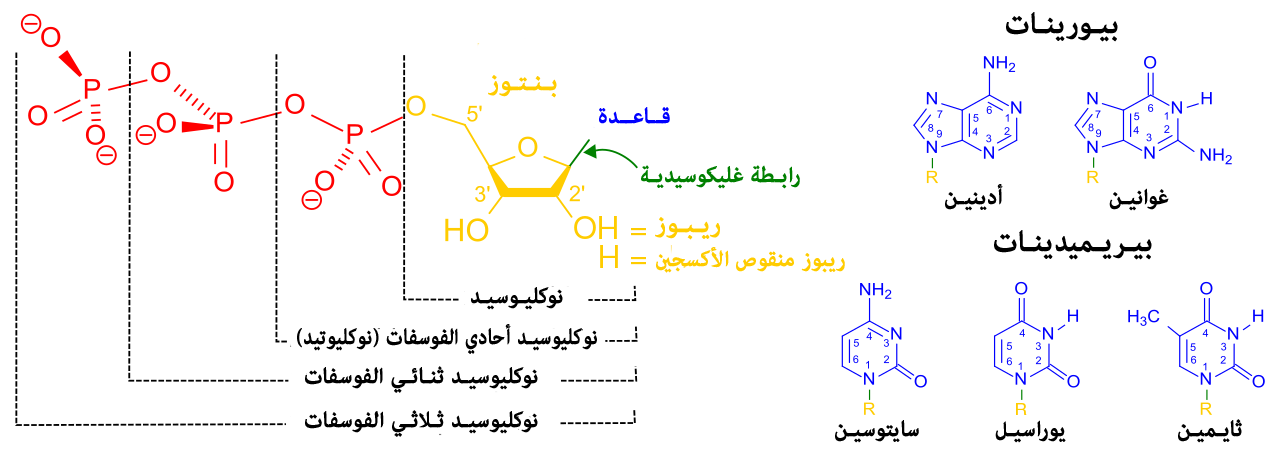
تركيب النيوكليوتيدات والتي تكون الحموض الأمينية.

## روابط خارجية
- Nucleic Acids Book (free online book on the chemistry and biology of nucleic acids)
- Interactive overview of nucleic acid metabolism.